# Le Combat final !! Jōnin contre Genin
Le Combat final !! Jōnin contre Genin (ついに激突！上忍VS下忍！！無差別大乱戦大会開催！！, Tsuini gekitotsu! Jōnin tai Genin!! Musabetsu dairansen taikai kaisai!!) est la quatrième OAV basée sur l'univers du manga Naruto.
Cette OAV d'une durée de 26 minutes fut distribuée au Japon avec le jeu PlayStation 2 Naruto: Ultimate Ninja 3. Elle montre de nombreux combats, donnant des indices pour progresser dans le mode aventure du jeu, et ne s'inscrit pas dans la continuité de la série. En effet, des personnages comme Dosu Kinuta ou Kin Tsuchi y apparaissent alors que dans l'histoire du manga, ils sont morts bien avant l'entrée en fonction du 5e hokage.

## Synopsis
Le 5e hokage, Tsunade, organise un tournoi d'arts martiaux dont le vainqueur se verra remettre un prix des plus intéressants. En plus de l'intérêt qu'il porte à ce prix Naruto Uzumaki décide de participer à ce tournoi pour pouvoir se mesurer à Sasuke Uchiwa et à son sensei Kakashi Hatake. Pour gagner chaque participant a droit à un cristal et doit s'emparer de celui des autres à la suite d'un combat ou d'un simple vol.